# PlayStation Network
PlayStation Network je online služba poskytovaná společností Sony Interactive Entertainment. Služba byla původně určena pro herní konzole PlayStation, ale brzy se rozšířila i na chytré telefony, tablety, přehrávače Blu-ray a televizory s vysokým rozlišením. Byla spuštěna v listopadu 2006. V roce 2015 nahradila službu Sony Entertainment Network, která byla pouze pro konzole PlayStation.
V prosinci 2023 ji aktivně využívalo více než 123 milionů uživatelů. Služby sítě PlayStation Network zahrnují online tržiště (PlayStation Store), prémiovou předplacenou službu pro rozšířené herní a sociální funkce (PlayStation Plus) a streamování hudby (PlayStation Music, založená na službě Spotify). Všechny služby jsou dostupné v 73 zemích.